# Eriothrix rohdendorfi
Eriothrix rohdendorfi là một loài ruồi trong họ Tachinidae.